# 木兰站
木兰站位于中华人民共和国河南省商丘市虞城县木兰镇营廓村，是京九铁路的一座火车站，等级为四等站，距北京西站718公里，距常平站1597公里，本站及相邻上下行区间均为电气化区段。车站建于1989年，随商阜铁路（京九铁路试运行段）一同投入运营，不办理客货运业务，仅办理列车越行工作。南行列车通过此站后进入安徽省。